# Кастнии
Кастнии (лат. Castniidae) — семейство насекомых из отряда чешуекрылых, насчитывающее около 200 видов. Основное место распространения — неотропический регион, но обитают и в Австралии и Юго-Восточной Азии. Размер от средних до очень крупных бабочек. Обычно, окраска задних крыльев яркая. Усики булавовидные. Активны в светлое время суток. Часто их принимают за дневных бабочек. 
Гусеницы кастний можно часто видеть на корнях эпифит и однодольных растений.

## Систематика

Telchin licus

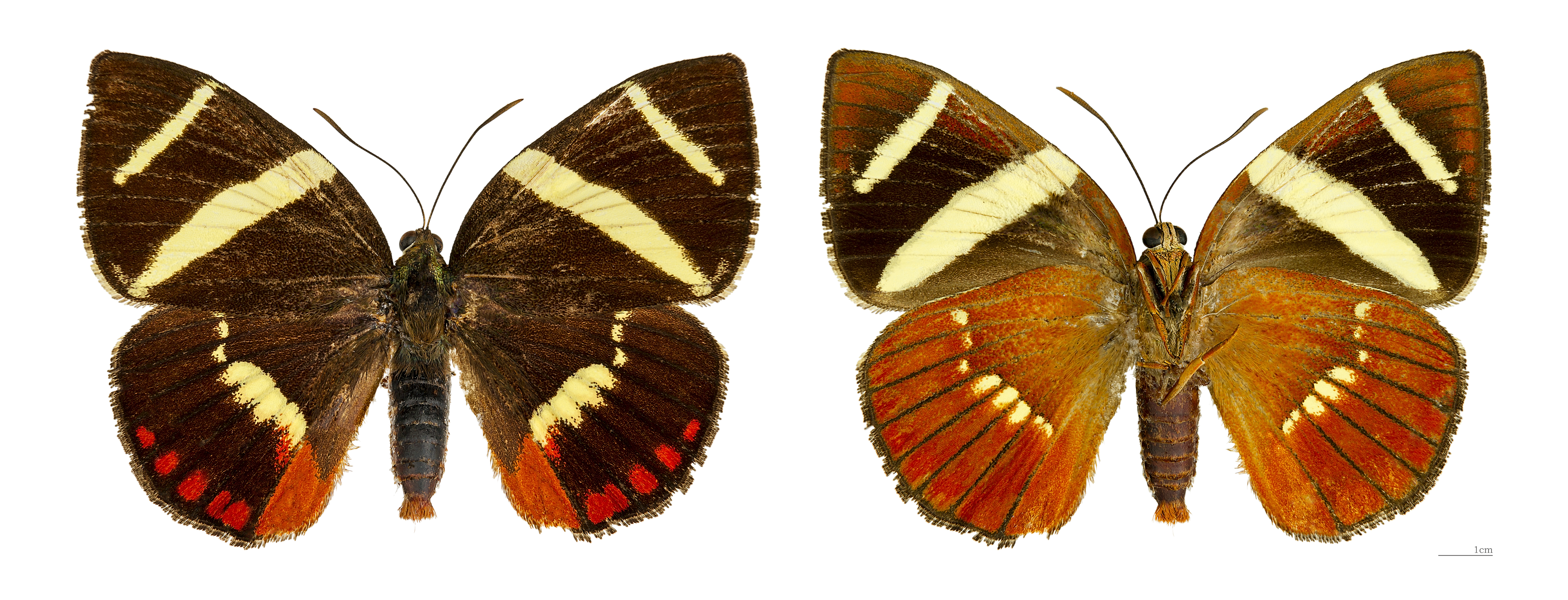
Xanthocastnia evalthe

Семейство подразделяют на следующие подсемейства и роды:
- Castniinae
  - Amauta
  - Athis
  - Castnia
  - Castniomera
  - Ceretes
  - Corybantes
  - Divana
  - Duboisvalia
  - Elina
  - Enicospila
  - Erythrocastnia
  - Eupalamides
  - Feschaeria
  - Frostetola
  - Gazera
  - Haemonides
  - Hista
  - Imara
  - Ircila
  - Lapaeumides
  - Mirocastnia
  - Nasca
  - Neocastnia
  - Paysandisia
  - Prometheus
  - Spilopastes
  - Synemon
  - Synpalamides
  - Tosxampila
  - Xanthocastnia
  - Yagra
  - Ypanema
  - Zegara
- Tascininae
  - Tascina